# Inundațiile din China din 1931
Seria de inundații care a avut loc în China Centrală în anul 1931, pe perioada decadei Nanjing, este considerată, la modul general, cel mai devastator cataclism natural despre care au existat vreodată date. Între iulie și noiembrie 1931, aproximativ 100.000 km² au fost complet sau parțial inundați. Fluviul Galben și Râul Yangtze au ieșit din matcă. Între 3,7 și 4 milioane de oameni au murit înecați, din cauza foametei sau a bolilor.

## Inundații precedente
Fluviul Galben (Huang He) este predispus revărsărilor din pricina teritoriului neted și întins aflat de o parte și de cealaltă a sa. Inundațiile provocate în 1887 de Fluviul Galben (denumit astfel din cauza cantității mari de loess pe care îl poartă apele sale) au devastat această zonă, omorând între 900.000 și 2.000.000 de oameni. Fluviul Huang He este denumit „Tristețea Chinei”, cu toate că inundațiile provocate în delta fluviului Chang Jiang (Yangtze), situată mai la sud, au adus și ele dezastre repetate.

## Cauze și efecte
Între anii 1928 și 1930, o secetă teribilă a precedat potopul. Conform unor atestări, o vreme anormală a început în centrul Chinei în iarna lui 1930. Ninsorile masive au fost urmate de dezghețul primăverii, care a venit cu ploi abundente ce au ridicat și mai mult nivelul Fluviului Galben. Ploaia s-a întețit în iulie și august 1931. Numai în luna iulie au lovit șapte cicloane. Acest lucru a provocat inundații uriașe ca urmare a umflării fluviilor Galben, Yangtze și Huai. Fluviul Galben, al cărui nivel a crescut până la 30 de metri, a ucis între unu și două milioane de oameni, inundând 87 km² și lăsând 80 de milioane de oameni fără case. Yangtze a ucis 145.000 de persoane și a afectat 28,5 milioane. În final, Huai, al cărui nivel a crescut cu 16 metri, a ucis peste 200.000 de oameni.
Bineînțeles că proporțiile dezastrului se datorează faptului că bazinele celor două mari fluvii sunt intens populate, dar dezastrul a luat proporții deoarece digurile ce trebuiau să reziste celor mai mari ploi torențiale au cedat în sute de locuri inundând peste 330.000 de hectare de teren. Peste 40.000.000 de chinezi au rămas fără locuințe și o mare parte din culturile Chinei au fost distruse, unele suprafețe agricole rămânând sub ape timp de șase luni.